# Prisme octogonal
En géométrie, le prisme octogonal est le sixième dans l'ensemble infini des prismes formés par des côtés carrés et deux faces octogonales régulières. Il possède 10 faces, 16 sommets et 24 arêtes.
Dans la plupart des prismes, le volume est trouvé en prenant l'aire de la base que l'on multiplie par la hauteur.
Si les faces sont toutes régulières, c'est un polyèdre semi-régulier.
C'est un zonoèdre, un polyèdre qui permet le pavage de l'espace.